# Anthony Fauci
Anthony Stephen Fauci ( /ˈfaʊtʃi/; sinh ngày 24 tháng 12 năm 1940) là một bác sĩ và nhà miễn dịch học người Mỹ, từng là giám đốc Viện Dị ứng và Bệnh Truyền nhiễm Quốc gia Hoa Kỳ (NIAID) từ năm 1984. Kể từ tháng 1 năm 2020, ông là một trong các thành viên chính của đội phản ứng COVID-19 của Nhà Trắng đối phó Đại dịch COVID-19 ở nước Mỹ.
Là một bác sĩ của Viện Y tế Quốc gia Hoa Kỳ (NIH), ông đã phục vụ y tế công cộng qua nhiều năng lực khác nhau trong hơn năm mươi năm. Ông có những đóng góp cho nghiên cứu HIV/AIDS và các bệnh suy giảm miễn dịch khác, vừa là nhà khoa học vừa là người đứng đầu NIAID tại NIH. The New York Times gọi Fauci là "chuyên gia hàng đầu của quốc gia về các bệnh truyền nhiễm".

## Xuất thân và giáo dục
Fauci sinh ngày 24 tháng 12 năm 1940 tại Brooklyn, New York, cha là Stephen A. Fauci và mẹ là Eugenia A. Fauci, chủ một hiệu thuốc kiêm dược sĩ, mẹ và chị gái làm thu ngân, và Fauci giao thuốc theo toa. Nhà thuốc nằm ở khu Dyker Heights thuộc Brooklyn, một khu phố xa nhà của gia đình ông ở Bensonhurst.
Ông bà nội của Fauci, Antonino Fauci và Calogera Guardino, gốc gác từ vùng Sciacca nước Ý. Bà ngoại, Raffaella Trematerra, đến từ Napoli, Ý, là một thợ may. Ông ngoại của ông, Giovanni Abys, sinh ra ở Thụy Sĩ và là một họa sĩ, nổi tiếng vì vẽ tranh phong cảnh và vẽ chân dung, minh họa tạp chí (Ý) cũng như thiết kế đồ họa cho các nhãn hiệu thương mại, bao gồm cả lon dầu ô liu. Ông cố của ông di cư sang Mỹ vào cuối thế kỷ 19. Fauci lớn lên trong môi trường Công giáo, nhưng sau này ông bỏ đạo.
Fauci theo học Trường Trung học Regis ở Thành phố New York, từng làm đội trưởng đội bóng rổ của trường và tốt nghiệp năm 1958. Sau đó, ông đăng ký nhập học Trường Đại học Holy Cross rồi thi đậu bằng Cử nhân ngành cổ điển học vào năm 1962. Fauci sau đó tiếp tục theo học tại Trường Y Đại học Cornell và tốt nghiệp đầu tiên trong lớp với bằng Bác sĩ vào năm 1966. Rồi ông hoàn thành thực tập và làm bác sĩ nội trú tại Trung tâm Y tế Cornell-Bệnh viện New York.

## Sự nghiệp
Năm 1968, Fauci gia nhập Viện Y tế Quốc gia với tư cách là cộng tác viên lâm sàng trong Phòng thí nghiệm Điều tra Lâm sàng (LCI) tại Viện Dị ứng và Bệnh Truyền nhiễm Quốc gia. Năm 1974, ông trở thành Trưởng phòng Sinh lý học Lâm sàng, LCI, và năm 1980 được bổ nhiệm làm Trưởng phòng Thí nghiệm Miễn dịch học. Năm 1984, ông trở thành giám đốc NIAID, chức vụ mà ông vẫn giữ đến năm 2020. Trong vai trò đó, ông có trách nhiệm cho một danh mục nghiên cứu sâu rộng về nghiên cứu cơ bản và ứng dụng về các bệnh truyền nhiễm và qua trung gian miễn dịch. Ông đã từ chối một số lời đề nghị để lãnh đạo cơ quan chủ chốt của mình, NIH, và luôn đi đầu trong các nỗ lực của nước Mỹ trong việc đối phó với các bệnh do virus như HIV, SARS, Đại dịch cúm 2009, MERS, Ebola và chủng virus corona mới, virus corona gây hội chứng hô hấp cấp tính nặng 2 (SARS-CoV-2).
Ông đã đóng một vai trò quan trọng vào đầu những năm 2000 trong việc tạo ra Kế hoạch khẩn cấp cứu trợ AIDS của Tổng thống và thúc đẩy phát triển các loại thuốc và vắc-xin sinh học sau vụ tấn công khủng bố 11/9.

### Thành tích y tế

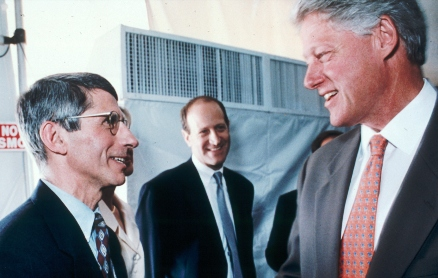
Tổng thống Bill Clinton đến thăm NIH năm 1995 và nghe về những tiến bộ mới nhất trong nghiên cứu HIV/AIDS từ Fauci.

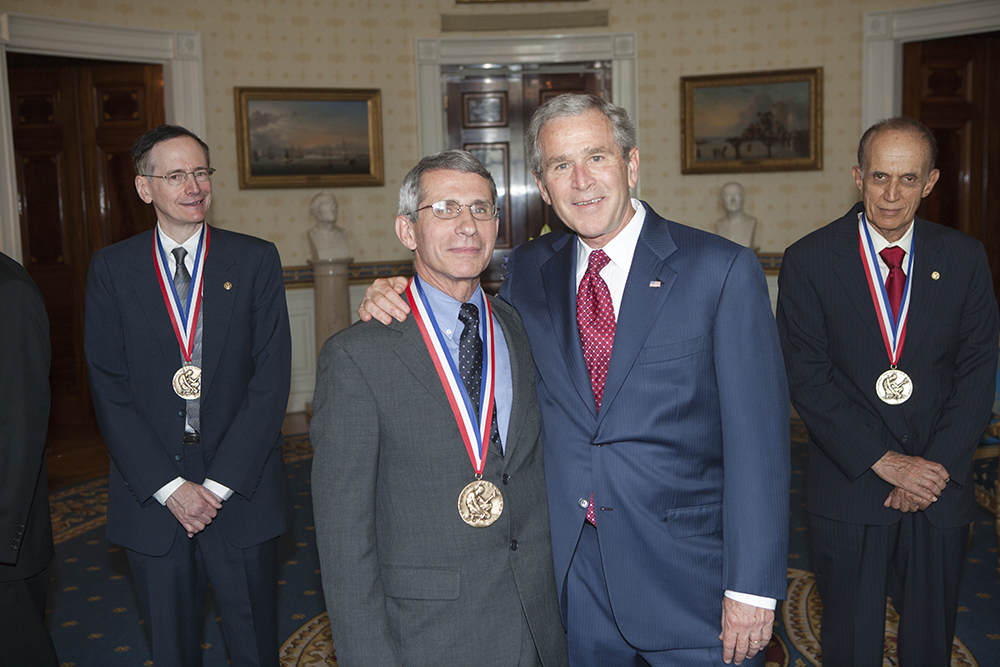
Fauci chụp ảnh với Tổng thống George W. Bush vào năm 2007

Fauci đã thực hiện các quan sát khoa học quan trọng góp phần vào sự hiểu biết về quy định đáp ứng miễn dịch của con người, và được công nhận để phân định các cơ chế theo đó các tác nhân ức chế miễn dịch thích ứng với phản ứng đó. Ông đã phát triển các phương pháp điều trị cho các bệnh gây tử vong trước đây như viêm đa động mạch nút, u hạt với viêm đa mạch và u hạt lympho bào. Trong một khảo sát của Trung tâm Viêm khớp Đại học Stanford năm 1985 của Hiệp hội Thấp khớp Hoa Kỳ, các thành viên đã xếp hạng thành tựu của Fauci trong việc điều trị viêm đa động mạch nút và u hạt với viêm đa mạch là một trong những tiến bộ quan trọng nhất trong quản lý bệnh thấp khớp của bệnh nhân trong 20 năm trước.

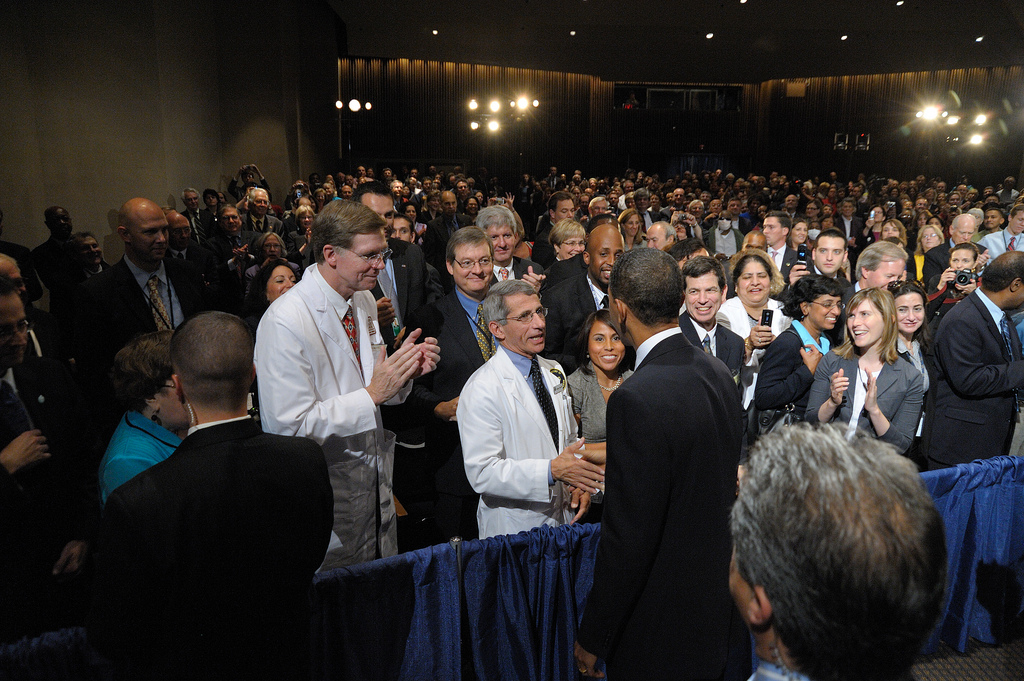
Tổng thống Barack Obama chào đón Fauci vào tháng 6 năm 2014.

Fauci đã góp phần vào sự hiểu biết về cách HIV phá hủy hệ thống phòng thủ của cơ thể dẫn đến sự tiến triển của AIDS. Ông đã phác thảo các cơ chế gây ra biểu hiện HIV bằng các cytokine nội sinh. Fauci đã tập trung quá trình phát triển các chiến lược cho việc điều trị và phục hồi miễn dịch cho bệnh nhân mắc bệnh cũng như vắc-xin để ngăn ngừa nhiễm HIV. Nghiên cứu hiện tại của ông tập trung vào việc xác định bản chất của các cơ chế gây bệnh miễn dịch nhiễm HIV và phạm vi phản ứng miễn dịch của cơ thể đối với HIV.
Năm 2003, Viện Thông tin Khoa học tuyên bố rằng từ năm 1983 đến 2002, "Fauci là nhà khoa học được trích dẫn nhiều thứ 13 trong số 2,5 đến 3 triệu tác giả trong tất cả các ngành trên khắp thế giới đã xuất bản bài báo trên các tạp chí khoa học".

### Phiên điều trần Quốc hội về Ebola
Ngày 16 tháng 10 năm 2014, trong một phiên điều trần của Quốc hội Hoa Kỳ về cuộc khủng hoảng virus Ebola, Fauci, với tư cách là giám đốc của Viện Dị ứng và Bệnh Truyền nhiễm Quốc gia (NIAID) đã thảo luận về tầm quan trọng của sàng lọc trong nhiều tuần, làm chứng rằng NIAID vẫn còn cách xa việc sản xuất đủ số lượng thuốc chữa bệnh hoặc vắc-xin cho các thử nghiệm rộng rãi. Cụ thể, Fauci cho biết "Mặc dù NIAID là người tham gia tích cực vào nỗ lực toàn cầu nhằm giải quyết tình trạng khẩn cấp về sức khỏe cộng đồng xảy ra ở Tây Phi, nhưng điều quan trọng là phải nhận ra rằng chúng ta vẫn đang trong giai đoạn đầu để hiểu làm thế nào có thể điều trị và phòng ngừa lây nhiễm virus Ebola." 
Fauci cũng nhận xét trong phiên điều trần: "Khi chúng tôi tiếp tục đẩy mạnh nghiên cứu trong khi thực thi các tiêu chuẩn hiệu quả và an toàn cao, việc thực hiện các biện pháp y tế công cộng đã được biết là có sự bùng phát virus Ebola trước đó và thực hiện các chiến lược điều trị như thay thế chất lỏng và chất điện giải là điều cần thiết để ngăn ngừa nhiễm trùng thêm, điều trị những người đã bị nhiễm bệnh, bảo vệ các nhà cung cấp dịch vụ chăm sóc sức khỏe và cuối cùng chấm dứt dịch bệnh này."

### Đội phản ứng COVID-19 của Nhà Trắng

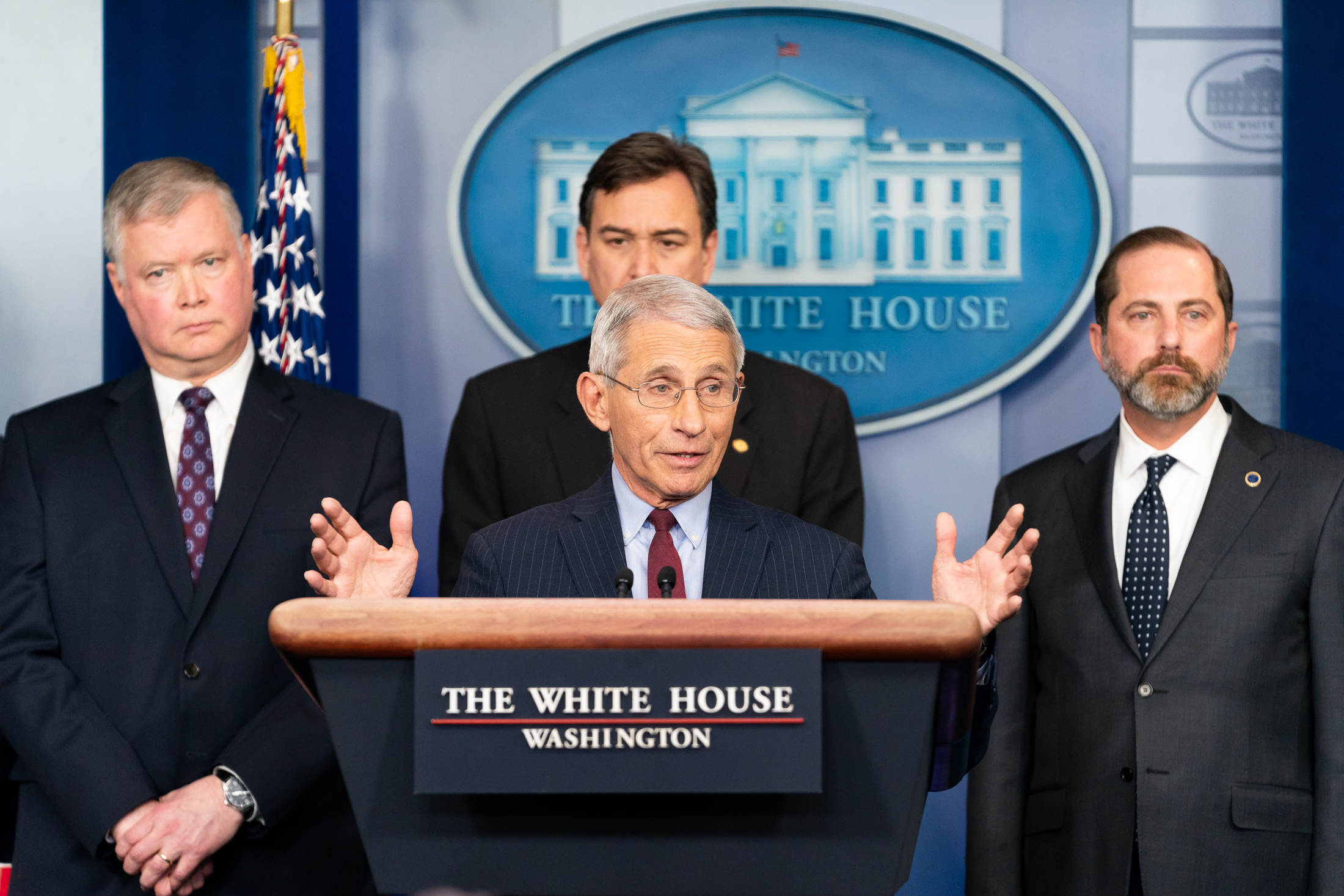
Fauci đang nói chuyện với đoàn báo chí Nhà Trắng về COVID-19 vào tháng 3 năm 2020.

Fauci là thành viên của Đội phản ứng COVID-19 của Nhà Trắng được thành lập vào cuối tháng 1 năm 2020, dưới thời Tổng thống Trump, để đối phó với Đại dịch COVID-19. Ông nói rằng tỷ lệ tử vong trong trường hợp cuối cùng của những người bị nhiễm bệnh có thể sẽ cao hơn gần 1% so với mức 2% ước tính ban đầu của Tổ chức Y tế Thế giới, gấp 10 lần so với tỷ lệ 0,1% được báo cáo đối với bệnh cúm theo mùa.
Fauci là người phát ngôn y tế công cộng "de facto" cho văn phòng của Tổng thống trong đại dịch và là người ủng hộ mạnh mẽ các nỗ lực cách ly xã hội đang diễn ra ở Hoa Kỳ. Ông lập luận cho việc gia hạn các hướng dẫn tự cách ly 15 ngày ban đầu, do văn phòng điều hành ban hành, ít nhất là cho đến cuối tháng 4 năm 2020. Do những bất đồng của ông với Donald Trump, Fauci đã bị các học giả cánh hữu chỉ trích đến mức Cảnh sát Tư pháp Mỹ (USMS) phải cử đặc vụ đến bảo vệ ông trước những lời đe dọa.

## Hội viên
Fauci là thành viên của Viện Hàn lâm Khoa học Quốc gia, Viện Hàn lâm Khoa học và Nghệ thuật Hoa Kỳ, Học viện Y khoa Quốc gia, Hội Triết học Hoa Kỳ, và Viện Hàn lâm Khoa học và Thư tín Hoàng gia Đan Mạch, cũng như nhiều đoàn thể chuyên nghiệp khác bao gồm cả Hội Điều tra Lâm sàng Hoa Kỳ, Hội Bệnh Truyền nhiễm Hoa Kỳ và Hội các nhà Miễn dịch học Hoa Kỳ. Ông còn làm trong ban biên tập của nhiều tạp chí khoa học; là biên tập viên của tờ Harrison's Principles of Internal Medicine (Nguyên tắc Nội khoa của Harrison); và là tác giả, đồng tác giả hoặc biên tập viên của hơn 1.000 ấn phẩm khoa học, bao gồm một số sách giáo khoa.

## Đời tư
Fauci kết hôn với Christine Grady, một y tá của NIH, vào năm 1985, sau khi gặp gỡ trong quá trình điều trị cho một bệnh nhân. Grady là Trưởng khoa Đạo đức sinh học tại Trung tâm Lâm sàng Viện Y tế Quốc gia Hoa Kỳ. Cặp vợ chồng có ba cô con gái trưởng thành: Jennifer, Megan, và Alison.

## Giải thưởng và huân huy chương
- 1979: Giải Arthur S. Flemming[27]

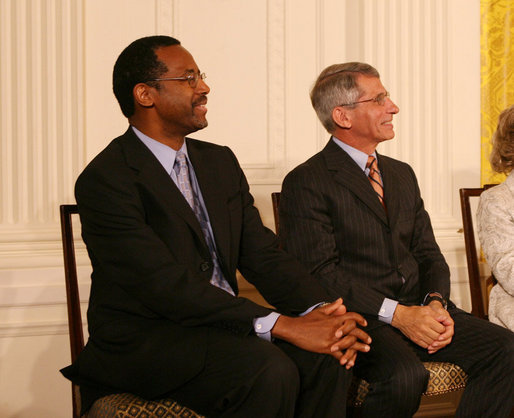
Ben Carson và Anthony Fauci (phải) được công bố là người nhận Huân chương Tự do của Tổng thống tại Nhà Trắng vào ngày 19 tháng 6 năm 2008.

- 1995: Giải Ernst Jung (chia sẻ cùng với Samuel A. Wells, Jr.)[28]
- 1996: Tiến sĩ khoa học danh dự, Đại học Colgate, cho những quan sát tiên phong về phản ứng miễn dịch của con người và theo đuổi vắc-xin AIDS[29]
- 1999: Bằng Tiến sĩ danh dự về Dịch vụ Công, Đại học Shippensburg, Pennsylvania
- 2002: Giải Trung tâm Y tế Albany[30]
- 2003: Giải Đĩa Vàng của Học viện Thành tựu Hoa Kỳ [31]
- 2005: Huân chương Khoa học Quốc gia[32]
- 2005: Giải Thành tựu trọn đời của Hiệp hội Miễn dịch học Hoa Kỳ[33]
- 2007: Mary Woodard Lasker Public Service Award[34]
- 2008: Huân chương Tự do của Tổng thống[31]
- 2013: Huân chương Vàng Robert Koch[35]
- 2013: Giải Prince Mahidol[36]
- 2016: Giải Y tế Toàn cầu John Dirks Canada Gairdner[37]

Fauci là giáo sư thỉnh giảng tại nhiều trung tâm y tế và nhận được 30 bằng tiến sĩ danh dự từ các trường đại học ở Hoa Kỳ và nước ngoài.

## Ấn phẩm chọn lọc
- Fauci AS, Dale DC, Balow JE (tháng 3 năm 1976). "Glucocorticosteroid therapy: mechanisms of action and clinical considerations". Ann. Intern. Med. Quyển 84 số 3. tr. 304–15. doi:10.7326/0003-4819-84-3-304. PMID 769625.
- Fauci AS, Haynes B, Katz P (tháng 11 năm 1978). "The spectrum of vasculitis: clinical, pathologic, immunologic and therapeutic considerations". Ann. Intern. Med. Quyển 89 số 5 Pt 1. tr. 660–76. doi:10.7326/0003-4819-89-5-660. PMID 31121.
- Fauci AS, Haynes BF, Katz P, Wolff SM (tháng 1 năm 1983). "Wegener's granulomatosis: prospective clinical and therapeutic experience with 85 patients for 21 years". Ann. Intern. Med. Quyển 98 số 1. tr. 76–85. doi:10.7326/0003-4819-98-1-76. PMID 6336643.
- Fauci AS; Macher AM; Longo DL; và đồng nghiệp (tháng 1 năm 1984). "NIH conference. Acquired immunodeficiency syndrome: epidemiologic, clinical, immunologic, and therapeutic considerations". Ann. Intern. Med. Quyển 100 số 1. tr. 92–106. doi:10.7326/0003-4819-100-1-92. PMID 6318629.
- Fauci AS (tháng 2 năm 1988). "The human immunodeficiency virus: infectivity and mechanisms of pathogenesis". Science. Quyển 239 số 4840. tr. 617–22. Bibcode:1988Sci...239..617F. doi:10.1126/science.3277274. PMID 3277274.
- Pantaleo G, Graziosi C, Fauci AS (tháng 2 năm 1993). "New concepts in the immunopathogenesis of human immunodeficiency virus infection". N Engl J Med. Quyển 328 số 5. tr. 327–35. doi:10.1056/NEJM199302043280508. PMID 8093551.
- Fauci AS (ngày 12 tháng 12 năm 1996). "Host Factors and the Pathogenesis of HIV-induced Disease". Nature. Quyển 384 số 6609. tr. 529–534. Bibcode:1996Natur.384..529F. doi:10.1038/384529a0. PMID 8955267.
- Morens DM, Folkers GK, Fauci AS (tháng 7 năm 2004). "The challenge of emerging and re-emerging infectious diseases". Nature. Quyển 430 số 6996. tr. 242–49. Bibcode:2004Natur.430..242M. doi:10.1038/nature02759. PMC 7094993. PMID 15241422.
- Johnston MI, Fauci AS (tháng 8 năm 2008). "An HIV vaccine – challenges and prospects". N Engl J Med. Quyển 359 số 9. tr. 888–90. doi:10.1056/NEJMp0806162. PMID 18753644.
- Fauci AS, Braunwald E, Kasper DL, Hauser SL, Longo DL, Jameson JL, Loscalzo J, eds. Harrison's principles of internal medicine, 17th ed. Lưu trữ ngày 29 tháng 4 năm 2012 tại Wayback Machine New York: McGraw-Hill Medical, 2008. ISBN 978-0-07-159991-7